# Пюньо, Рауль Стефан
Рауль Стефан Пюньо (фр. Raoul Stéphane Pugno; 23 июня 1852, Монруж — 3 января 1914, Москва) — французский пианист и композитор итальянского происхождения.
Окончил Парижскую консерваторию (1869) у Жоржа Матиа (фортепиано) и Амбруаза Тома (композиция). В дни Парижской коммуны вместе со своим соучеником Юханом Сельмером вошёл в состав комиссии по реорганизации парижской музыкальной жизни, и его сочинение «Гимн бессмертным» (фр. Hymne aux Immortels) должно было прозвучать в первом большом концерте революционной музыки, назначенном на 22 мая 1871 года; 20 мая пьеса была исполнена на репетиции, но 21-го в город вошли контрреволюционные войска, и концерт не состоялся (впрочем, существует недостоверное мемуарное сообщение о том, что произведения Сельмера и Пюньо были исполнены в Париже уже в марте).
В 1872—1878 годах — органист, затем до 1892 года — хормейстер в парижском соборе Сент-Эжен. В 1892—1901 годах — профессор Парижской консерватории, преподавал сперва гармонию, а после смерти Анри Фиссо в 1896 году принял его фортепианный класс.
Пюньо концертировал как солист с 1871 года. Особенно заметны были его дуэты с Эженом Изаи и с Клодом Дебюсси (два фортепиано). Кроме того, 10 лет сотрудничества связывали Пюньо с Надей Буланже: для Пюньо Буланже написала свою Рапсодию для фортепиано с оркестром (премьера в 1913 году в Берлине с Блютнер-оркестром), а вокальный цикл «Ясные часы» (фр. Les heures claires; 1909, на стихи Эмиля Верхарна) и оперу «Мёртвый город» (фр. La ville morte; 1914, по мотивам Габриэле д’Аннунцио) Пюньо и Буланже сочинили вдвоём. Опера, однако, так и не была поставлена, потому что Пюньо неожиданно умер во время российских гастролей. Кроме того, Пюньо написал четыре оперы, три оперетты, восемь балетов, ораторию «Воскресение Лазаря» (1879), множество фортепианных пьес. Редактировал издания сочинений Шопена и Массне.
Пюньо был одним из первых пианистов, чья игра была записана (1903).